# Proton (satellite)
Pour les articles homonymes, voir Proton (homonymie).
Proton (en russe : Протон) est une série de satellites scientifiques soviétiques dont l'objectif était d'étudier les particules à énergie haute et ultra haute. Quatre satellites Proton ont été lancés entre 1965 et 1968. Ils ont été développés par NPO Machinostroïenia.
Les satellites Proton sont à l'origine du nom de la fusée Proton, qui les a lancés parmi ses premières charges utiles.

## Historique des lancements
| Nom      | Date de lancement | Identifiant COSPAR | Masse (kg) | Notes             |
| -------- | ----------------- | ------------------ | ---------- | ----------------- |
| Proton 1 | 16 juillet 1965   | 1965-054A          | 12 tonnes  |                   |
| Proton 2 | 2 novembre 1965   | 1965-087A          | 12 tonnes  |                   |
| Proton 3 | 24 mars 1966      | 1966-F03           | 12 tonnes  | Échec             |
| Proton 3 | 6 juillet 1966    | 1966-060A          | 12 tonnes  |                   |
| Proton 4 | 16 novembre 1968  | 1968-103A          | 17 tonnes  | Version améliorée |

## Galerie

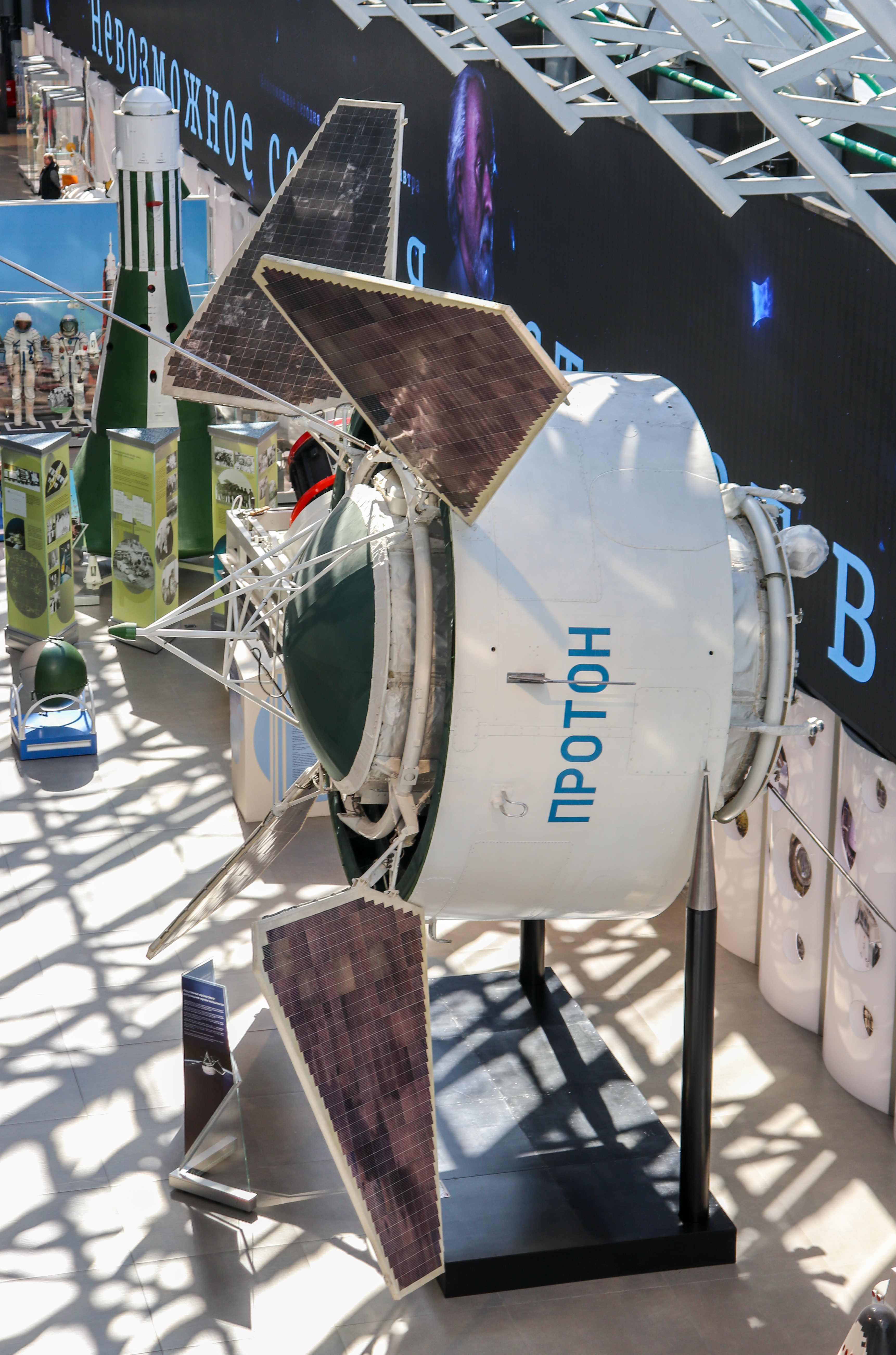
Maquette d'un satellite Proton au Musée d'État de l'histoire de l'astronautique C. E. Tsiolkovski, deux panneaux solaires sont démontés pour s'adapter à la salle
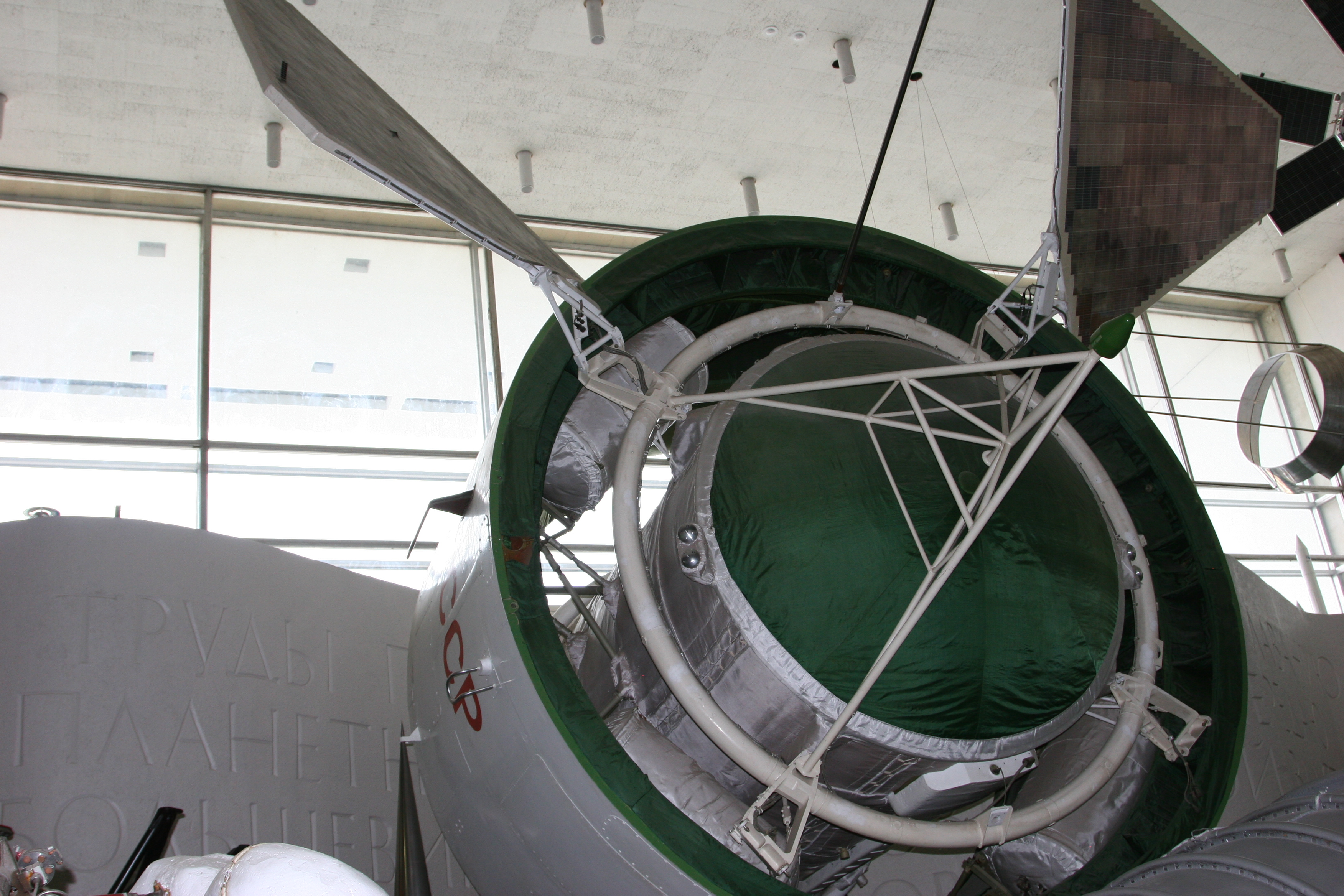
Maquette d'un satellite Proton
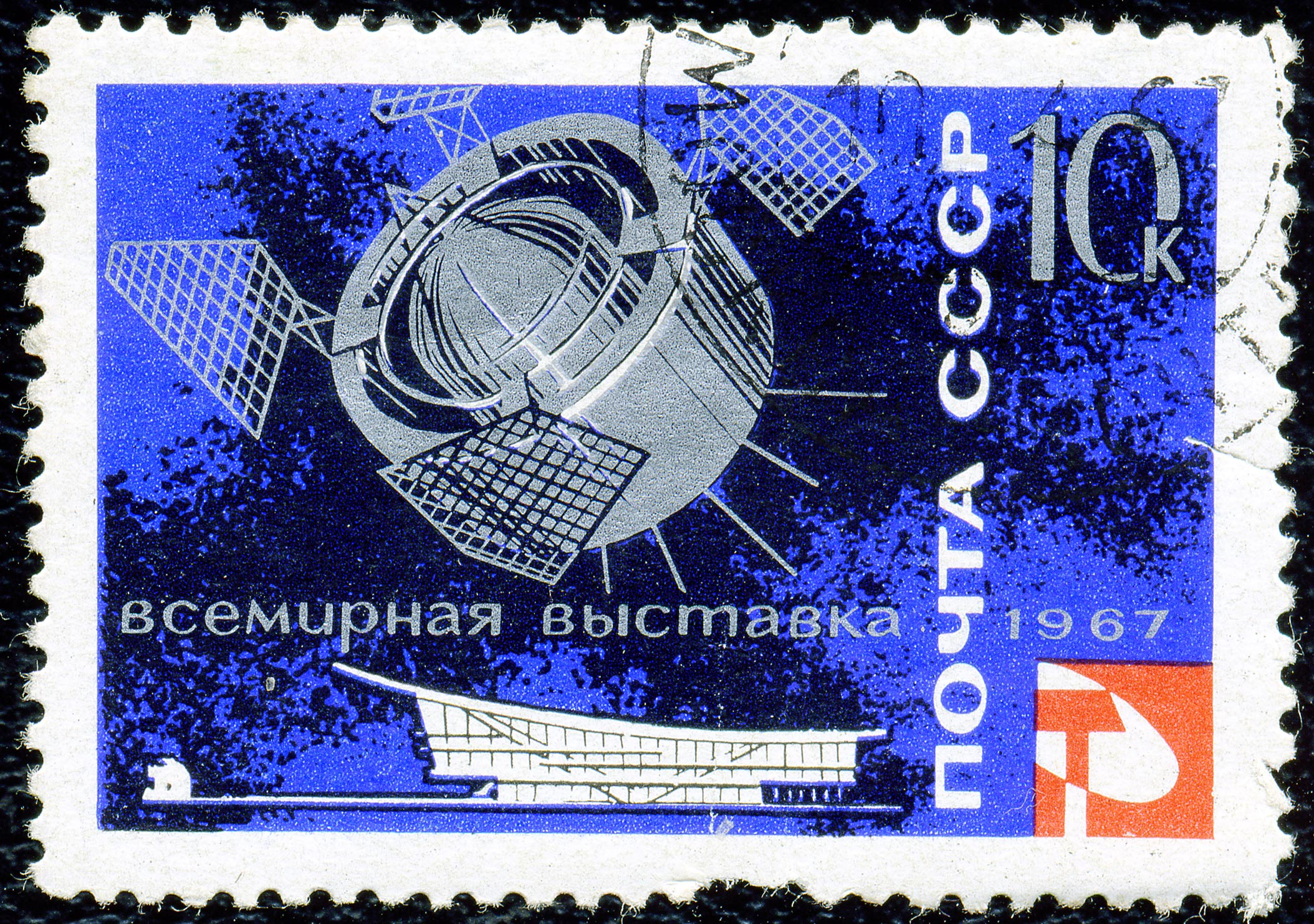
Satellite Proton-1 sur un timbre-poste soviétique de 1967